# Isla Sin Nombre
La Isla Sin Nombre es un islote del grupo de las Islas Galápagos, un parque nacional y provincia de Ecuador. La isla es sobre todo utilizada para actividades como el buceo. Posee una superficie de 7,5 hectáreas (0,07 kilómetros cuadrados), una línea costera de 0,56 kilómetros y está a 16,6 kilómetros del centro de las Islas. En 1996 la Isla Sin nombre fue objeto de una polémica en la prensa debido a la publicación en una revista estadounidense de un supuesto aviso de venta de la isla. El gobierno ecuatoriano de inmediato expresó su preocupación e inició una investigación que concluyó en declarar que el aviso se refería a una parcela pequeña en otra isla, y aclaró que ninguna isla puede ser vendida debido al estatus de parque nacional que abarca casi todo el archipiélago incluyendo la totalidad de la isla en cuestión.